# Lierne
Lierne è un comune norvegese della contea di Trøndelag. Essa si è separata dalla vicina città di Snåsa il 1º gennaio 1874. Nel Comune ci sono altri due paesi: Nordli e Sørli. 
Il Parco nazionale Blåfjella-Skjækerfjella è parzialmente situato in quest'area.